# Jola
Jola (grč. Iόλη, Iólê) u grčkoj mitologiji kći je ehalskog kralja Eurita, Hilova žena.

## Etimologija
Jolino grčko ime označava ljubičastu boju.

## Mitologija
Jolina je ljepota bila nenadmašna, a posebice se isticala svojom plavom kosom. Kralj Eurit, njezin otac, obećao je dati je za ženu onomu tko ga pobijedi u gađanju lukom i strijelom, jer je bio najbolji strijelac u cijeloj Grčkoj. Heraklo je stigao u Ehaliju i zaljubio se u Jolu te je pobijedio Eurita, no on mu nije dopustio da se oženi njome te ga je otjerao iz Ehalije. Heraklo se potom oženio Dejanirom.
Jola se godinama nije udavala, a kad se Heraklo vratio u Ehaliju da se osveti kralju Euritu, ugledao je Jolu među zarobljenicima te je htio napustiti Dejaniru zbog stare ljubavi, no ubrzo je umro. Heraklov je sin Hil ispunio očevu želju i oženio se njome te su imali sina Kleodeja.